# St. Martin-Karlsbach
St. Martin-Karlsbach (auch Sankt Martin-Karlsbach) ist eine Marktgemeinde mit 1621 Einwohnern (Stand 1. Jänner 2024) im Bezirk Melk in Niederösterreich.

## Geografie
St. Martin-Karlsbach liegt im Mostviertel auf einer in der Eiszeit entstandenen Landschaft. Der nördliche Teil des Hengstberggebietes gehört geologisch zum Urgesteinmassiv des Waldviertels.
Die südliche Grenze bildet teilweise die Westbahn in einer Höhe von 330 Meter über dem Meer, die Nordgrenze bildet die Donau in 239 Meter Seehöhe. Der dazwischen liegende Höhenrücken ist großteils bewaldet und erreicht am Hengstberg eine Höhe von 571 Meter.
Die Fläche der Marktgemeinde umfasst 25 Quadratkilometer. Davon sind 54 Prozent landwirtschaftliche Nutzfläche und 38 Prozent sind bewaldet.

### Gemeindegliederung
Das Gemeindegebiet umfasst folgende drei Ortschaften (in Klammern Einwohnerzahl Stand 1. Jänner 2024):
- Ennsbach (378) samt Habich, Mehlberg, Oed und Winkl
- Karlsbach (239) samt Pfaffenberg und Pflanzbeet
- St. Martin am Ybbsfelde (1004) samt Bernau, Donauleiten, Eitzing, Ess, Graben, Kniebichl, Neuhaus, Nöfang, Hengstberg, Obernberg, Pflanzbeet und Scheiterbichl

Die Gemeinde besteht aus den Katastralgemeinden Karlsbach und St. Martin.

### Eingemeindungen
Mit 1. Januar 1970 schlossen sich St. Martin am Ybbsfelde und Karlsbach zur Gemeinde St. Martin-Karlsbach zusammen.

### Nachbargemeinden
| Neustadtl an der Donau | Hofamt Priel                                |                      |
|                        | Kompassrose, die auf Nachbargemeinden zeigt | Ybbs an der Donau    |
| Blindenmarkt           |                                             | Neumarkt an der Ybbs |

## Geschichte
Wegen seiner Fruchtbarkeit war das Gebiet schon früh besiedelt. Das zeigen Gräber aus der Bronzezeit, die man bei Ausgrabungen 1961 am Ybbsfeld fand. Auch aus der Römerzeit gibt es Funde. Später siedelten hier Germanen, Slawen, Awaren und ab dem Ende des 6. Jahrhunderts auch Bayern. Im Jahr 788 schlug Karl der Große in einer großen Schlacht in campo ibose (am Ybbsfeld) die Awaren. Danach kam es im 9. Jahrhundert zur Missionierung und zur Gründung der ersten Kirchen. Eine dieser Kirchen war die dem hl. Martin geweihte Wehrkirche, die schon 1147 urkundlich genannt wird. Um das Jahr 1200 wurde sie Vikariatskirche von Ybbs. Vermutlich zur gleichen Zeit wurde die heute noch geläutete Oktavglocke gegossen. Sie trägt die Inschrift „O rex gloriae veni cum pace“ (O König der Herrlichkeit komm mit Frieden) und ist eine der ältesten läutbaren Glocken.
Aus dieser Zeit stammen auch die ersten Unterlagen zum Schloss Karlsbach. 1160 scheint im Urbar der Babenberger erstmals Ramunt von Chornespach auf, 1254 werden die Brüder Otto und Herandus de Chornespach erwähnt. Die Familie dürfte aber am Ende des 14. Jahrhunderts ausgestorben sein. Nach mehrmaligem Wechsel der Besitzer gelangte die Burg 1522 an Gabriel von Salamanca-Ortenburg. Er ließ Befestigungsanlagen ausbauen und vergrößerte den Wohnbereich. Im Zuge des Bauernaufstandes von 1595 wurde die Burg verwüstet. Danach wechselten wieder mehrfach die Besitzer, bis sie 1685 an Balthasar Graf Starhemberg kam. In dieser Familie blieb das Anwesen bis 1936. Im 20. Jahrhundert erwarb Rupert Hatschek die Gebäude und baute sie von 1950 bis 1960 zu einem modernen Schloss um, das die Familie bis heute bewohnt.
Wichtige Gemeinde-Ereignisse der letzten Zeit waren der Bau der Volksschule 1967 und die Eröffnung des Amtshauses mit der Wappenverleihung 1981. In der zweiten Hälfte des 20. Jahrhunderts wurden Bauflächen gegründet, worauf die Anzahl der Häuser von 300 im Jahr 1971 auf 478 im Jahr 2001 zunahm. Im Jahr 2000 wurde die Gemeinde zum Markt erhoben.

## Kultur und Sehenswürdigkeiten
St. Martin am Ybbsfelde

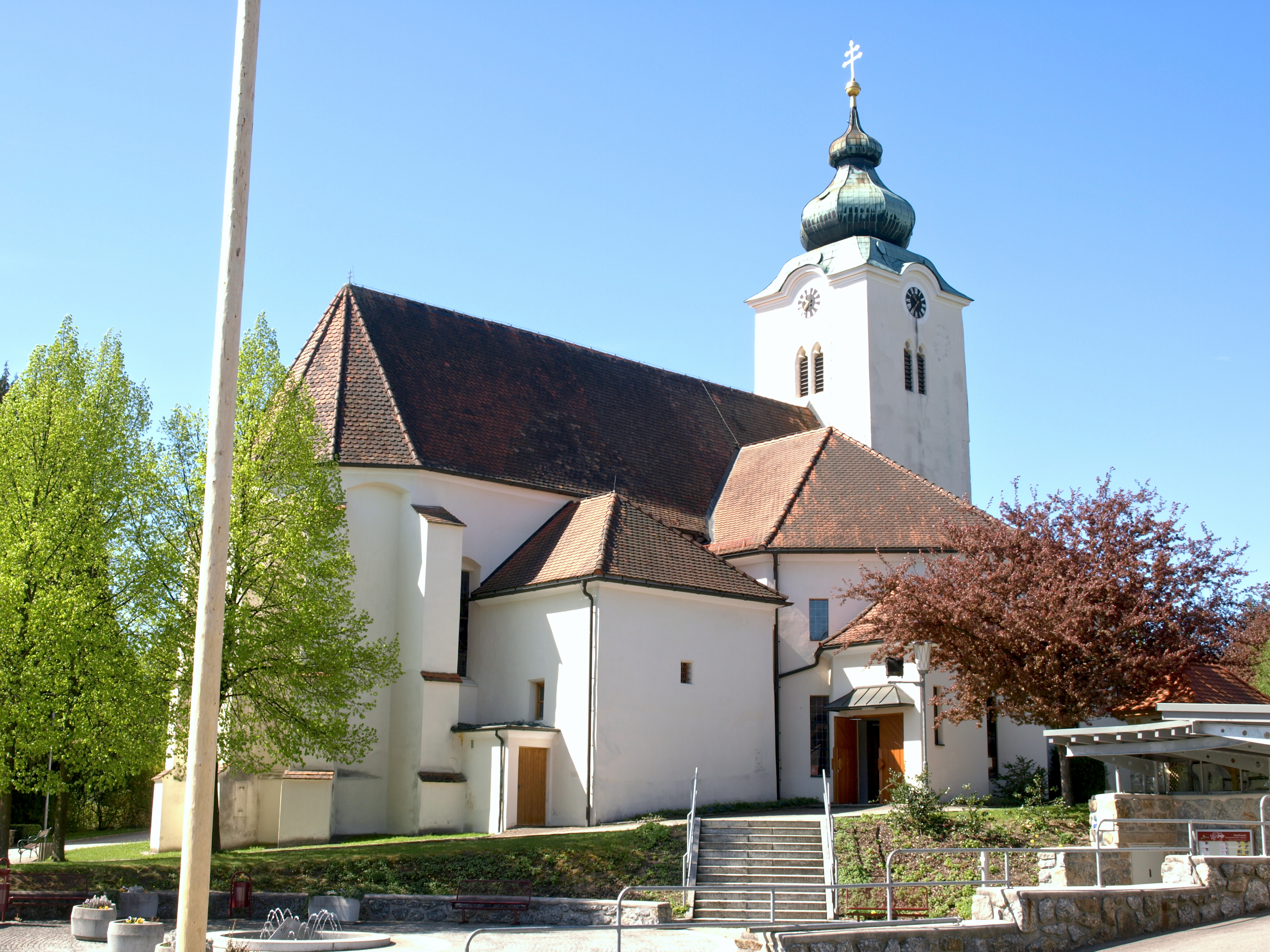
Pfarrkirche St. Martin am Ybbsfelde

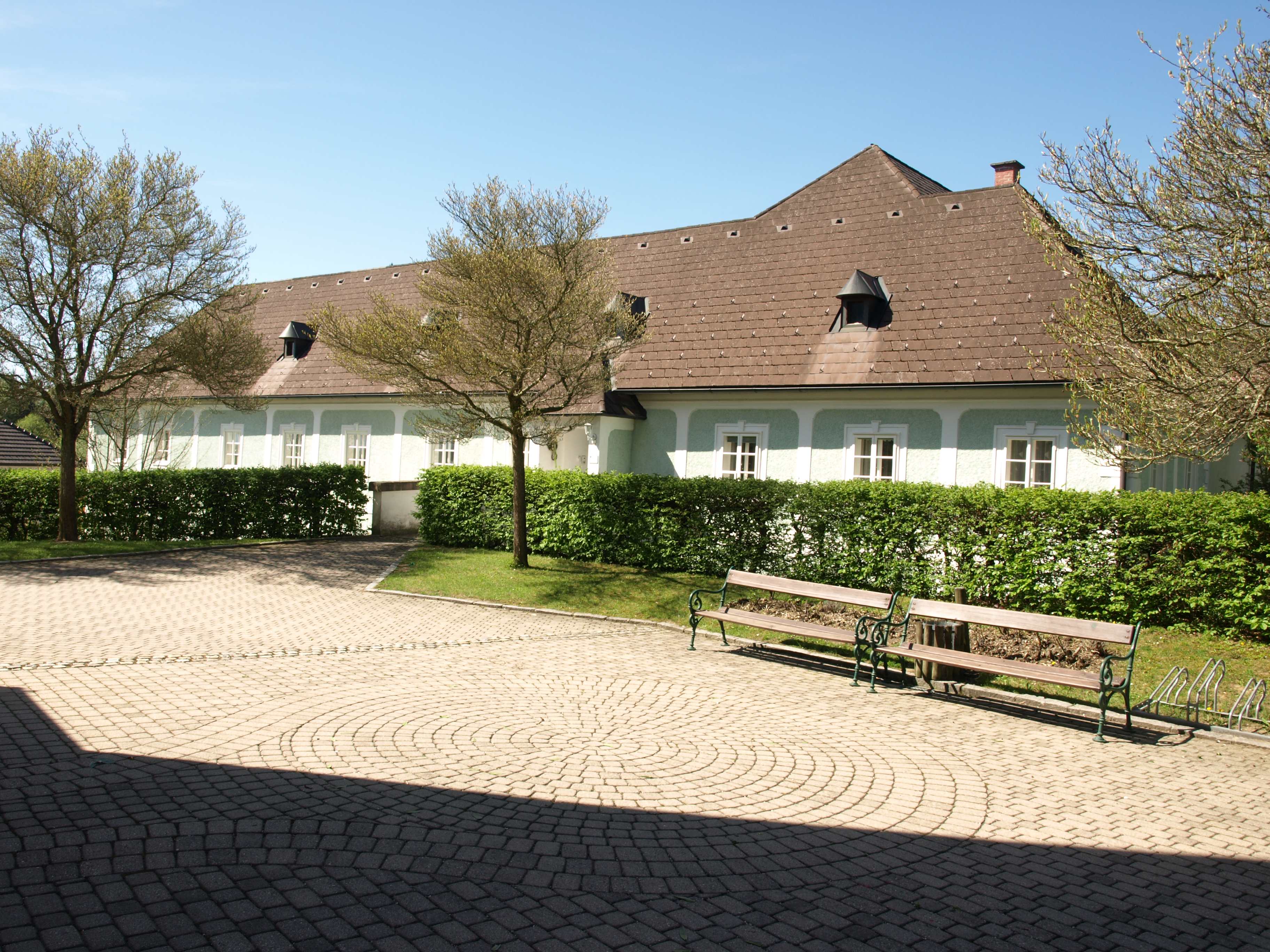
Pfarrhof

- Pfarrkirche St. Martin am Ybbsfelde: gotischer Chor mit Wandmalereien aus dem 14. Jahrhundert, moderner Erweiterungsbau von 1988. Bemerkenswerte Oktavglocke (älteste datierte Glocke weltweit, bez. 1200): die Friedensglocke von Sankt Martin.
- Pfarrhof: westlich der Kirche, urkundlich 1393 erwähnt, mächtiger Bau mit rechteckigem Hof und Querscheune, 1995 restauriert.
- Bildstock aus dem 16. Jahrhundert im Ortsteil Kniebichl

Karlsbach
- Schloss und Burgruine Karlsbach: nördlich des Ortes, ehemals mächtige Burganlage, heute nur noch in (wenngleich immer noch beachtlichen) Resten erhalten; Ecktürme, Torturm, Kanonentürme, Rest der ehem. Burgkapelle, ehemaliges Vorschloss und Meierhof
- Taborberg mit Glockenturm (vermutl. ehem. spätmittelalterliche Wehranlage) am östlichen Ortseingang ()[7]

Ennsbach
- Engelsburg (ehem. Hausberg) nördl. von Ennsbach in der Rotte Habich (nahe Haus Kashofer), Anlage mit kegelstumpfförmigem Kernwerk

## Wirtschaft und Infrastruktur

### Wirtschaftssektoren
Von den 92 landwirtschaftlichen Betrieben des Jahres 2010 wurden 45 im Haupt-, 43 im Nebenerwerb, eine von einer juristischen Person und drei von Personengemeinschaften geführt. Diese drei bewirtschafteten 61 Prozent der Flächen. Im Produktionssektor arbeiteten 99 Erwerbstätige im Bereich Herstellung von Waren. Die wichtigsten Arbeitgeber im Dienstleistungssektor waren die Bereiche Handel (164), Verkehr (46) und soziale und öffentliche Dienste (38 Mitarbeiter).
| Wirtschaftssektor            | Anzahl Betriebe | Anzahl Betriebe | Erwerbstätige | Erwerbstätige |
| Wirtschaftssektor            | 2011            | 2001            | 2011          | 2001          |
| ---------------------------- | --------------- | --------------- | ------------- | ------------- |
| Land- und Forstwirtschaft 1) | 92              | 121             | 084           | 87            |
| Produktion                   | 11              | 006             | 110           | 81            |
| Dienstleistung               | 58              | 028             | 281           | 90            |

1) Betriebe mit Fläche in den Jahren 2010 und 1999
| Im Jahr 2011 lebten 892 Erwerbstätige in St. Martin-Karlsbach. Davon arbeiteten 181 in der Gemeinde, achtzig Prozent pendelten aus. In der Gemeinde befindet sich eine Volksschule. - Eisenbahn: An der Südgrenze der Gemeinde verläuft die Westbahn. Der Bahnhof Neumarkt an der Ybbs-Karlsbach liegt direkt an der Grenze. - Straße: Die Wiener Straße B1 und die West Autobahn A1 sind wenige Kilometer südlich der Gemeinde. - Rad: Die Donau entlang führt der Donauradweg. | Hier fehlt eine Grafik, die leider im Moment aus technischen Gründen nicht angezeigt werden kann. Wir arbeiten daran! |

## Politik

### Gemeinderat
| Der Gemeinderat hat 19 Mitglieder. - Mit den Gemeinderatswahlen in Niederösterreich 1990 hatte der Gemeinderat folgende Verteilung: 12 ÖVP und 7 SPÖ. - Mit den Gemeinderatswahlen in Niederösterreich 1995 hatte der Gemeinderat folgende Verteilung: 9 ÖVP, 8 SPÖ und 2 FPÖ. - Mit den Gemeinderatswahlen in Niederösterreich 2000 hatte der Gemeinderat folgende Verteilung: 10 SPÖ, 8 ÖVP und 1 FPÖ. - Mit den Gemeinderatswahlen in Niederösterreich 2005 hatte der Gemeinderat folgende Verteilung: 11 SPÖ und 8 ÖVP. - Mit den Gemeinderatswahlen in Niederösterreich 2010 hatte der Gemeinderat folgende Verteilung: 11 SPÖ und 8 ÖVP. - Mit den Gemeinderatswahlen in Niederösterreich 2015 hatte der Gemeinderat folgende Verteilung: 11 SPÖ und 8 ÖVP. - Mit den Gemeinderatswahlen in Niederösterreich 2020 hatte der Gemeinderat folgende Verteilung: 10 SPÖ und 9 ÖVP. - Mit den Gemeinderatswahlen in Niederösterreich 2025 hat der Gemeinderat folgende Verteilung: und 10 ÖVP, 8 SPÖ und 1 FPÖ. | Hier fehlt eine Grafik, die leider im Moment aus technischen Gründen nicht angezeigt werden kann. Wir arbeiten daran! |

### Bürgermeister
- bis 2009 Josef Ritzmaier (SPÖ)
- 2009–2025 Martin Ritzmaier (SPÖ)
- ab 2025 Florian Weigl (ÖVP)[21]

### Wappen
Der Gemeinde wurde 1981 folgendes Wappen verliehen: Ein von grün auf blau schräglinks geteilter Schild, der mit einer goldenen Glocke, die im Schildeshaupt von vier goldenen Eichenblättern begleitet wird, belegt ist.